# Дороданго

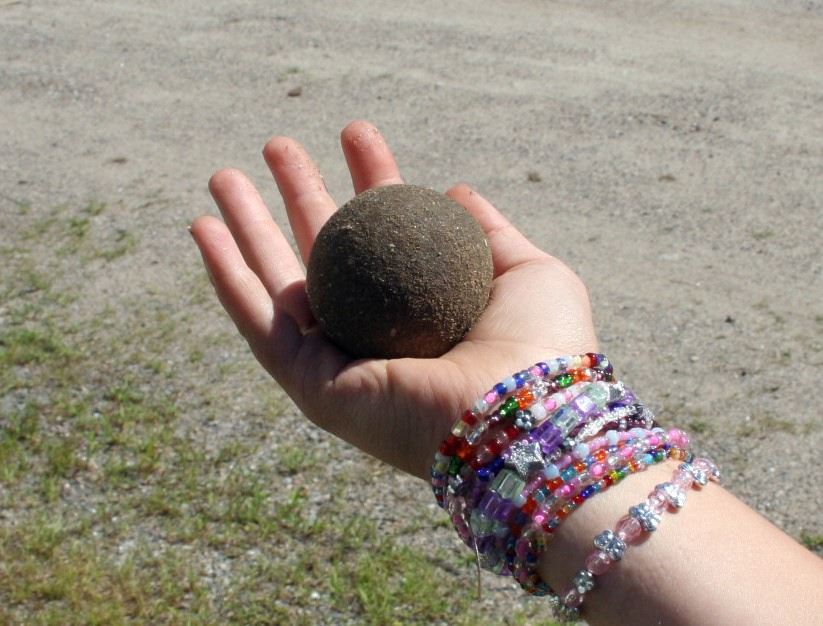
Дороданго на ранней стадии создания, до полировки

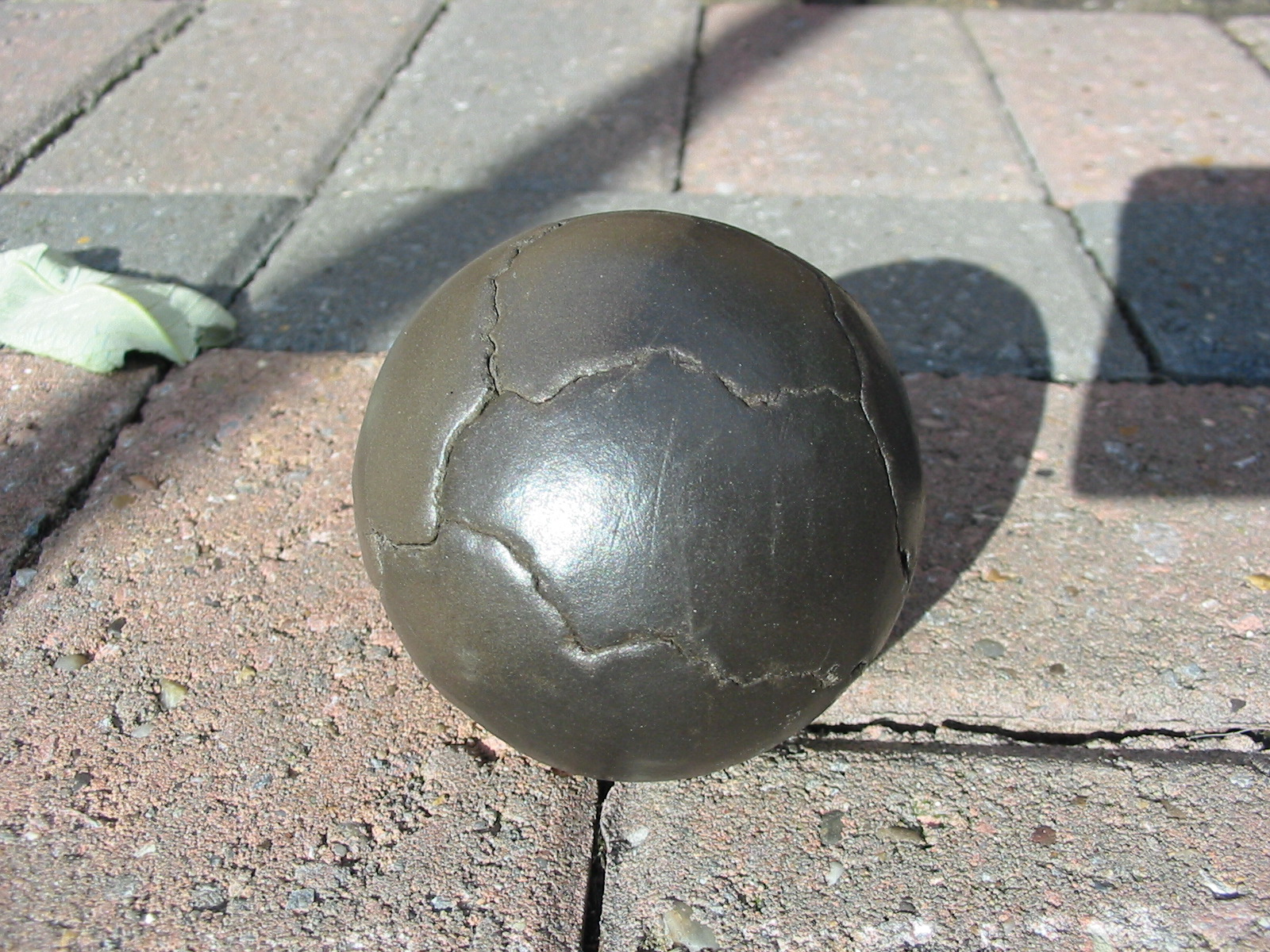
Полированный дороданго с трещинами

Дороданго (яп. 泥団子) — блестящий шар из земли и воды, напоминающий мраморный или бильярдный.

## Техника
Создание простого дороданго было традиционным времяпрепровождением японских школьников, позже процесс был усовершенствован в искусство «хикару-дороданго» (яп. 光る泥団子, «сияющего») с глянцевой поверхностью.
Для изготовления дороданго существует несколько техник. Основу составляет земля, смешанная с водой, а затем поверхность посыпают более мелкими частичками земли. После этого шар обезвоживают — иногда простым высушиванием, иногда более сложными методами наподобие запечатывания в полиэтиленовом пакете. Как только шар становится достаточно прочным, его полируют вручную.

## MythBusters
Дороданго изготовили Джейми Хайнеман и Адам Сэвидж в телепередаче MythBusters для опровержения английской пословицы о том, что «невозможно отполировать фекалии» (англ. you can’t polish poop) в 113-й серии. Блеск шара определяли специальным прибором, измеряющим количество света, отражённого объектом. Шар Адама был сделан из помёта страуса и имел 106 единиц, а шар Джейми из экскрементов льва и имел 183 единицы, в то время как отполированным считается предмет, у которого отражающая способность более 70 единиц.